# SAKURA -ハルヲウタワネバダ-
「SAKURA -ハルヲウタワネバダ-」は、矢島美容室の2枚目のシングル。2009年3月25日にavex traxから発売された。

## 概要
- 初回特典はトレーディングカード1枚封入（全5種類）、きらきらジャケット仕様。
- 2009年2月26日に着うた配信を開始。
- 「千の風になって」と「さとうきび畑」の歌詞が最初に、「バナナの涙」の歌詞が最後に引用されている。
- 歌詞中に以下のものが盛り込まれている。
  - 発売当時、アメリカ大統領に就任したばかりのバラク・オバマ
  - 『SLAM DUNK』の主人公である桜木花道
  - 桜木健一が主演を務めたテレビドラマ『刑事くん』
  - 『アルプスの少女ハイジ』の1シーン「クララが立った」
  - 森山直太朗の「さくら」、森山直太朗と森山良子親子
  - 「男はつらいよ」シリーズの登場人物である車寅次郎と車さくら

## 収録曲
1. SAKURA -ハルヲウタワネバダ- [5:00]
作詞：エンドウサツヲ、作曲：DJ OZMA、編曲：日比野裕史・荒木陽太郎
2. SAKURA -ハルヲウタワネバダ- (KARAOKE) [4:56]

## 参加ミュージシャン
- ドラム：渡辺豊
- ベース：スティング宮本
- ギター：鈴木賢司
- キーボード：上杉洋史
- パーカッション：浜口茂外也
- マニピュレーター：北岡徹也
- トロンボーン：村田陽一
- トランペット：西村浩二、菅坂雅彦
- サックス：竹野昌邦
- ストリングス：クラッシャー木村ストリングス
  - バイオリン：クラッシャー木村、栄田嘉彦、黒木薫、上里はな子、原弘道、遠藤雄一、藤田弥生、高橋香織、黒木健太、菅野朝子
  - ヴィオラ：三木章子、舘泉礼一
  - チェロ：堀沢真己、遠藤益民
- 琴：吉永真奈
- バンブーフルート：稲葉明徳
- バックコーラス：竹沢敦子、高橋ジャッキー香代子、KANA、日比野裕史
- ミクシングエンギニア：井上剛
- 音楽監督：武部聡志

## 収録アルバム
| 収録アルバム                        | 発売日       | 規格品番            |
| ----------------------------------- | ------------ | ------------------- |
| 『おかゆいところはございませんか?』 | 2010年3月3日 | AVCD-38080 [CD+DVD] |
| 『おかゆいところはございませんか?』 | 2010年3月3日 | AVCD-38081 [CD]     |